# 1986-os magyar birkózóbajnokság
Az 1986-os magyar birkózóbajnokság a hetvenkilencedik magyar bajnokság volt. A kötöttfogású bajnokságot július 26. és 27. között, a szabadfogású bajnokságot pedig július 24. és 25. között rendezték meg, mindkettőt Budapesten, a Fáy utcai sportcsarnokban.

## Eredmények

### Férfi kötöttfogás
| Versenyszám | Arany                          | Arany | Ezüst                            | Ezüst | Bronz                             | Bronz |
| ----------- | ------------------------------ | ----- | -------------------------------- | ----- | --------------------------------- | ----- |
| 48 kg       | Faragó József Bp. Honvéd       |       | Seres Ferenc Honvéd Szondi SE    |       | Marosvölgyi János BVSC            |       |
| 52 kg       | Bíró László Ferencvárosi TC    |       | Tiger Tibor Ganz-MÁVAG VSE       |       | Vadász Csaba Dunaújvárosi Kohász  |       |
| 57 kg       | Sike András Ferencvárosi TC    |       | Tihanics Tibor Kecskeméti SC     |       | Tekes Tibor Ferencvárosi TC       |       |
| 62 kg       | Sipos Árpád Bp. Honvéd         |       | Bárkányi Zsolt Szegedi VSE       |       | Ubrankovics Zoltán Bp. Honvéd     |       |
| 68 kg       | Dudás Tibor Ganz-MÁVAG VSE     |       | Tokodi Tibor Dunaújvárosi Kohász |       | Mészáros József Újpesti Dózsa     |       |
| 74 kg       | Péter István Szegedi VSE       |       | Steinhauser László Bp. Spartacus |       | Erdélyi Gyula BVSC                |       |
| 82 kg       | Komáromi Tibor Ferencvárosi TC |       | Szívós Tibor Csepel SC           |       | Kappesz Sándor Bp. Spartacus      |       |
| 90 kg       | Szegvári Lajos Újpesti Dózsa   |       | Major Sándor Újpesti Dózsa       |       | Kovács Tibor Dunaújvárosi Kohász  |       |
| 100 kg      | Gáspár Tamás Ferencvárosi TC   |       | Illés István BVSC                |       | Miholek István Bp. Honvéd         |       |
| 130 kg      | Tóth László Újpesti Dózsa      |       | Klauz László Csepel SC           |       | Kovács József Dunaújvárosi Kohász |       |

### Férfi szabadfogás
| Versenyszám | Arany                          | Arany | Ezüst                              | Ezüst | Bronz                             | Bronz |
| ----------- | ------------------------------ | ----- | ---------------------------------- | ----- | --------------------------------- | ----- |
| 48 kg       | Marosvölgyi János BVSC         |       | Horváth György Csepel SC           |       | Horváth László Haladás VSE        |       |
| 52 kg       | Bíró László Ferencvárosi TC    |       | Retkes József Abonyi SK            |       | Szabó Lajos Diósgyőri VTK         |       |
| 57 kg       | Szalontai Imre Diósgyőri VTK   |       | Nagy Béla Ferencvárosi TC          |       | Tihanics Tibor Kecskeméti SC      |       |
| 62 kg       | Orbán József Csepel SC         |       | Ferencz Miklós Diósgyőri VTK       |       | Koós Lajos Orosházi MTK           |       |
| 68 kg       | Szalontai Zoltán Diósgyőri VTK |       | Zsura János Orosházi MTK           |       | Kiss Ferenc Szegedi VSE           |       |
| 74 kg       | Nagy János Ferencvárosi TC     |       | Gulyás István Csepel SC            |       | Dobozi Lajos Honvéd Szondi SE     |       |
| 82 kg       | Jáger Imre Csepel SC           |       | Märtz József Csepel SC             |       | Langauer Zoltán Pécsi MSC         |       |
| 90 kg       | Tóth Gábor Csepel SC           |       | Petrezselyem Antal Ferencvárosi TC |       | Molnár Géza Bp. Honvéd            |       |
| 100 kg      | Robotka István Csepel SC       |       | Kiss Sándor Ferencvárosi TC        |       | Tóth Tamás Csepel Autó VSE        |       |
| 130 kg      | Balla József Ferencvárosi TC   |       | Klauz László Csepel SC             |       | Kovács József Dunaújvárosi Kohász |       |